# 江北街道 (重庆市)
江北街道，是中华人民共和国重庆市涪陵区下辖的一个乡镇级行政单位。

## 行政区划
江北街道下辖以下地区：
点易社区、碧水社区、黄旗社区、永柱村、韩家村、松坪村、北坪村、北雁村、来龙村、高家村、邓家村、二渡村、大渡村和李寺村。